# هباء جوي

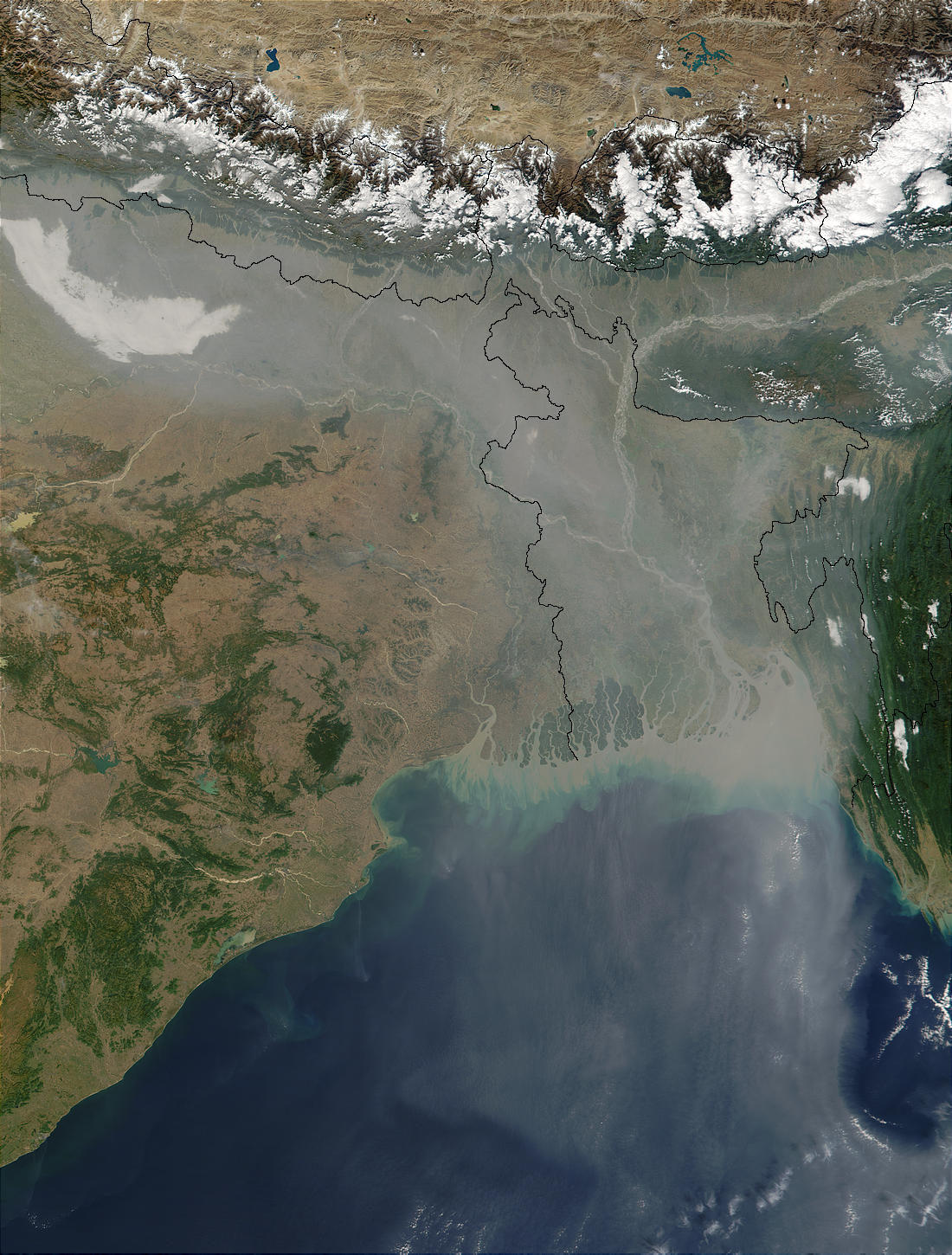
تلوث ناجم عن جسيمات الغلاف الجوي فوق سماء بنغلاديش

الضَبُوب (الجمع ضبائب) أو الضبابة أو الهباء الجوي (الجمع: أهباء جوية) أو الصُّل الهوائي (بالإنجليزية: Aerosols) جزيئات عالقة في الهواء، والإيروسول قد يقصد به أيضاً - خطأً - داسر بخاخات الهواء المضغوط.
يحتوي الغلاف الجوي كميات ضخمة من ذرات الغبار الدقيقة جداً والتي تسمى ضبائب أو ذريرات مادية معلقة مكونة من مواد صلبة غير غازية عضوية ولا عضوية ومن العناصر المعدنية ومن قطيرات وخثرات حمضية وهيدروكاربونية ودخان من مختلف الأصناف والأحجام تقل أقطارها كثيراً عن 100 ميكرومتر (μm). ويقدر تركيزها في الغلاف الجوي فوق اليابسة بحوالي 10 آلاف جسيمة/ سم3 وسطياً.

## أصناف الجسيمات وفقا لمنشئها
- الذريرات الأولية يحقن مباشرة في الغلاف الجوي عن طريق النشاطات الإنسانية والعمليات الطبيعية. يقدر ما يحقن في الغلاف الجوي من جسيمات أو ذريرات أولية وما يتشكل فيه من ذريرات أو جسيمات ثانوية بمختلف أنواعها وأحجامها بحوالي 2523 مليون طن سنويا (10), منها حوالي 408 مليون طن (16%) تنطلق من النشاطات البشرية الزراعية والعمليات الصناعية والتدفئة، ومن وسائل النقل من احتراق الوقود (الأحفوري)، من فحم وبترول، ومن عمليات حرق الكتلة الحيوية ونشاطات متنوعة أخرى

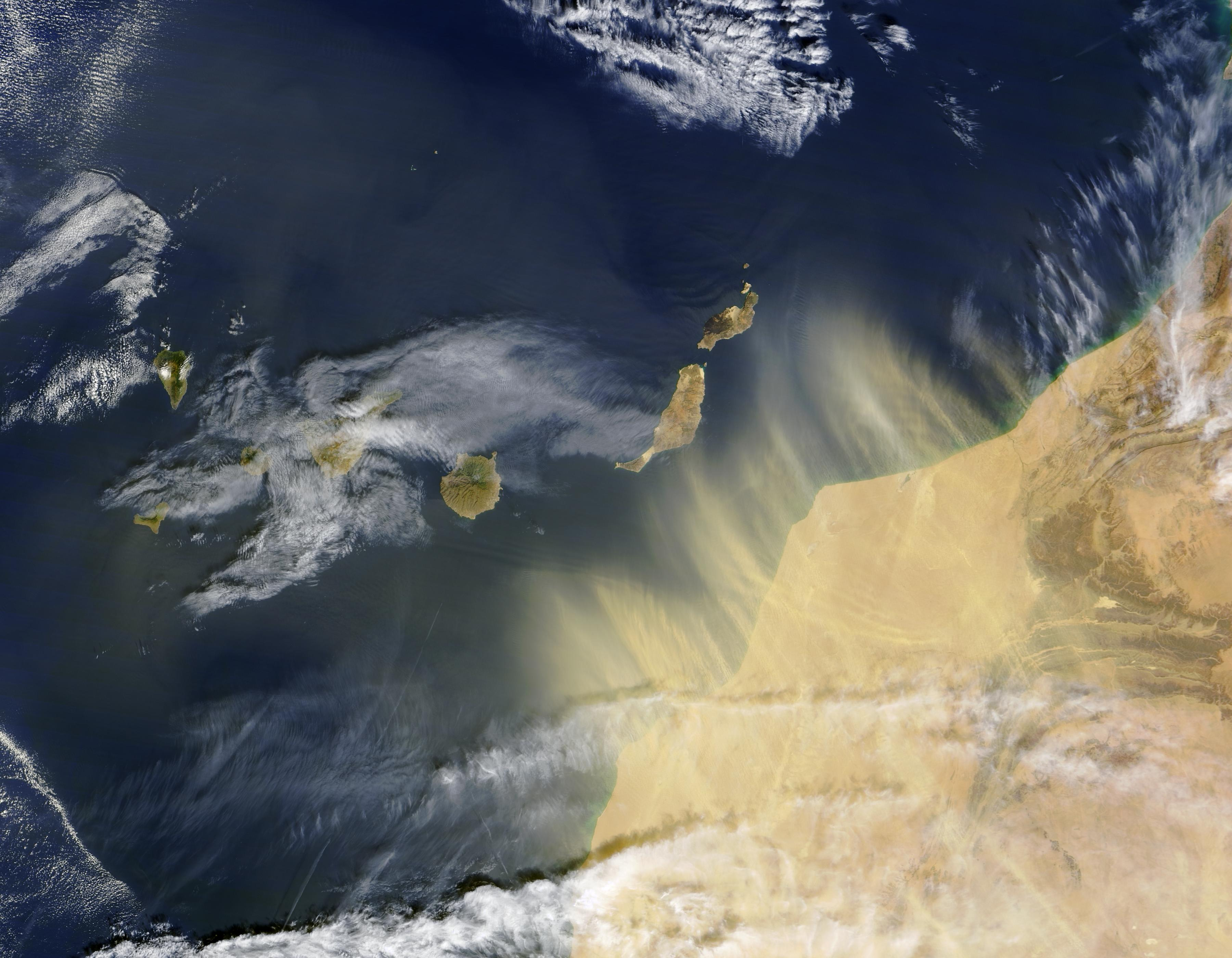
تحرك الجسيمات من الصحراء الكبرى حتى جزر الخالدات (صورة تيرا / موديس 17.02.2004).

- الذريرات الثانوية يتشكل من تفاعلات كيميائية وضوئية كيميائية تجري بين الغازات الموجودة فيه أو بوساطة تخثر الجسيمات الصغيرة على بعضها البعض خاصة عند وجود رطوبة جوية عالية، أو تنتج عن ذرات الغبار الدقيقة التي تبقى معلقة في الهواء مدة طويلة، فتتعدل خصائصها الفيزيائية والكيميائية بسبب تعرضها لأشعة الشمس وبسب تناوب عمليات التكاثف والتبخر الجارية عليها وتدعى الجسيمات أو الذريرات الثانوية. يقدر ما يحقن في الغلاف الجوي من جسيمات نحو 2115 مليون طن (84%)، تنطلق من العمليات الطبيعية من البراكين والحرائق الطبيعية العواصف الترابية والرملية ومن ذرات الملح البحرية الناتجة عن انتثار قطرات مياه الأمواج وتبخرها (رذاذ البحر) ومن بقايا احتراق النيازك.[9]

تتباين مقادير الجسيمات طبيعية وإنسانية المصدر من مكان إلى آخر في العالم، ولكن إجمالا وعلى المقياس العالمي تكون مقادير الجسيمات الناتجة عن المصادر الطبيعية أكبر من تلك الناتجة عن المصادر الإنسانية بحوالي 4-5 أضعاف.

## أصناف الجسيمات وفقا لأحجامها
تتباين أحجام الجسيمات كثيرا، فتتراوح أطوال أقطارها بين 0.0001 وعدة عشرات من الميكرومترات ويناهز بعضها 100 مكم (5). والحقيقة لا يبقى منها معلقا في الغلاف الجوي لمدة معتبرة إلا ما قلت أطوال أقطارها عن 30 مكم (12). وعادة تصنف الجسيمات وفقا لأطوال أقطارها كما يلي:
- ذريرات (جسيمات) كبيرة :

تزيد أطوال أقطار هذه الجسيمات كثيرا عن 10 مكم، ولا تتواجد بكميات كبيرة في الغلاف الجوي إلا أثناء العواصف الغبارية وبعيدها وعند انفجار البراكين أو قرب مصادر التلوث الإنسانية في المدن والمواقع الصناعية ومواقع البناء وحراثة الأراضي الزراعة وأثناء حركة المركبات على الطرق المعبدة وغير المعبدة وغيرها من النشاطات الطبيعية والإنسانية، لكن سرعان ما تجد هذه الجسيمات الكبيرة طريقها إلى سطح الأرض تحت تأثير ثقلها والجاذبية الأرضية.
- ذريرات (جسيمات) خشنة تقل أطوال أقطارها عن 10 مكم، وتعرف باسم (PM10) اختصار لعبارة (Particulates Matter Of 10 micrometers in diameter). وتتشكل بالعمليات نفسها التي تتشكل بواسطتها ذرات الغبار الكبيرة. ويظل تركيزها قليل نسبيا في الهواء، فقد لوحظ وجود ما بين 25-30 جسيمة/ سم3 منها تتراوح أطوال أقطارها بين 0.5-10 مكم في هواء المدن، وبين 1-2 جسيمة/ سم3 منها في هواء الأرياف . وقدر ما يحقن من هذه الجسيمات في الغلاف الجوي من مصادر طبيعية بحوالي 1250 مليون طن سنويا، ومن مصادر إنسانية بحوالي 325 مليون طن سنويا.
- ذريرات (جسيمات) ناعمة :[11]

وتقل أطوال أقطارها عن 2.5 مكم، وتعرف باسم (PM2.5) اختصارا لعبارة (Particulates Matter Of 2.5 micrometer in diameter). وهذه الذريرات دقيقة جدا لا ترى إلا بواسطة المجهر الإلكتروني، وتنجم عادة عن عمليات الاحتراق المختلفة بما فيها الاحتراقات في محركات المركبات ومنشآت توليد الطاقة والتدفئة المنزلية واحتراقات الغابات والمخلفات الزراعية وعن بعض العمليات الصناعية.
- نويات (جسيمات) إيتكن (Aitken Nuclei):

تقل أطوال أقطار معظم هذه الجسيمات عن 1 مكم، وتعرف عادة باسم نويات إيتكن (Aitken Nuclei) نسبة إلى العالم الفيزيائي البريطاني الذي اكتشفها وبيًن دورها في عمليات التكاثف وتشكل السحب والهطول في الغلاف الجوي. لذلك تعرف أيضا باسم نويات التكاثف (Condensation Nuclei). ومن هذه الجسيمات ما تزيد أطوال أقطارها عن 1 مكم وتعرف بنويات إيتكن أو نويات التكاثف العملاقة، ويتراوح تركيزها بين 1-10 جسيمة/ سم3. ومنها ما تتراوح أطوال أقطارها بين 0.2-1 مكم، وتعرف بنويات إيتكن الكبيرة. ويتراوح تركيزها بين 1-100 جسيمة/سم3.

## مدة بقاء الجسيمات في الغلاف الجوي
لا تبقى الجسيمات معلقة في الغلاف الجوي إلى الأبد، فإنها تخضع لعمليات تبادل مستمرة بين الهواء وسطح الأرض، فعاجلا أم آجلا ستنزاح من الغلاف الجوي بوساطة عمليات الترسيب.

## ضبوب السلفات
ضبوب السلفات وهو جسيمات صلبة من الكبريتات أو قطرات صغيرة من محلول الكبريتات أو حمض الكبريت (عملياً بل يعابر كبريتات) وينتج بسبب تفاعلات كيميائية في الغلاف الجوي من طلائع الغازات (باستثناء أملاح كبريتات البحر وغبار الجبس) طلائع الكبريتات الحمضية الأساسية هي ثاني أكسيد الكبريت و الذي ينتج من النشاط البركاني و كبريت ثنائي الميثل والذي ينتج من المصادر الأحيائية
وقد لوحظ أن ضبوب الكبريتات يبقى في الجو فترة قصيرة أقصر من الغازات الدفيئة.